# Donji Tavankut
Donji Tavankut (serbokroatisch-kyrillisch Доњи Таванкут, ungarisch Alsótavankút) ist ein Ort im äußersten Norden Serbiens, in der Provinz Vojvodina, im Okrug Severna Bačka. Der Ort liegt südwestlich von Subotica, zu dessen Gemeindegebiet er gehört.

## Bevölkerung
Er hat etwa 2.631 Einwohner (2002).

### Ethnien
Zusammensetzung der Bevölkerung nach ethnischer Herkunft laut der Volkszählung von 2002:
- Kroaten (46,90 %)
- Bunjewatzen (29,91 %)
- Serben (7,22 %)
- Jugoslawen (5,21 %)
- Ungarn (4,45 %)

Die Kroaten aus Donji Tavankut sind bunjewatzische Kroaten.

### Einwohnerentwicklung
- 1981: 2.719
- 1991: 2.710